# ARTMS
ARTMS (koreanisch 아르테미스) ist eine südkoreanische Girlgroup der fünften K-Pop-Generation, die 2023 von Modhaus gegründet wurde. ARTMS besteht aus fünf Mitgliedern: HeeJin, HaSeul, Kim Lip, JinSoul und Choerry. Die Girlgroup debütierte am 31. Mai 2024 mit dem Studioalbum DALL. Der offizielle Fanclub-Name lautet OURII.

## Geschichte

### Aktivitäten vor dem Debüt
Vor ARTMS waren HeeJin, HaSeul, Kim Lip, JinSoul und Choerry seit der Gründung im Jahr 2016 Mitglieder der Girlgroup LOONA. Infolge von Rechtsstreitigkeiten mit der LOONA-Agentur Blockberry Creative wurde am 13. Januar 2023 bekannt gegeben, dass HeeJin, Kim Lip, JinSoul und Choerry ihre Verträge gekündigt hätten und Blockberry Creative verlassen würden. Am 17. März 2023 unterzeichneten HeeJin, Kim Lip, JinSoul und Choerry Exklusivverträge mit Modhaus. In einem Interview mit dem CEO von Modhaus am 31. März 2023 teilte der ehemalige Kreativdirektor von Blockberry Creative, Jaden Jeong, mit, dass die vier Mitglieder bereits Musik unter dem neuen Label aufnehmen würden. Nachdem sie ihre Klage gegen Blockberry Creative gewonnen hatte, gab HaSeul am 16. Juni 2023 bekannt, dass auch sie ihren Vertrag mit dem Unternehmen gekündigt hätte. Am 21. Juni 2023 wurde veröffentlicht, dass HaSeul ihren Vertrag bei Modhaus unterschrieben hätte.
Am 19. Juni 2023 gab Modhaus bekannt, dass Odd Eye Circle am 12. Juli 2023 mit ihrem zweiten Mini-Album Version Up als Teil des ersten Projekts von ARTMS zurückkehren würde. Am 26. Oktober 2023 wurde die Solo-Single Plastic Candy von HaSeul veröffentlicht. Am 31. Oktober 2023 veröffentlichte HeeJin ihre erstes Minialbum K als Teil des ARTMS-Projekts. Am 1. Dezember 2023 veröffentlichte ARTMS die Single The Carol 3.0, eine Fortsetzung der The Carol-Reihe aus ihrer Loona-Zugehörigkeit und ihre erste Veröffentlichung als fünfköpfige Gruppe.

### 2024: Debüt mitDALLund Moonshot
Der Gruppenname ARTMS wird wie Artemis ausgesprochen und ist von der altgriechischen Mondgöttin Artemis sowie dem Artemis-Programm der NASA inspiriert.
Nach Beschreibung seitens der Gruppe bedeutet ARTMS auch „Gemeinsam machen wir uns auf den Weg zurück zum Mond und darüber hinaus“. Ursprünglich entstand der Name im Jahr 2023 als Modhaus-Projekt, bevor ARTMS im Mai 2024 debütierte.
Am 28. Februar 2024 kündigte ARTMS ihr Debüt-Studioalbum DALL an, das am 31. Mai veröffentlicht werden sollte. Der Titel des Albums steht für „Devine All Love & Live“, wobei „devine“ ein Schlüsselwort auf dem Album ist und als Abwandlung des Wortes „göttlich“ gedacht ist. Am 29. März erschien die erste vorab veröffentlichte Single Birth. Das Musikvideo Birth erschien am gleichen Tag auf YouTube.
Am 1. April kündigte Modhaus an, dass ARTMS ihre erste Welttournee mit dem Titel „Moonshot“ abhalten würde.
Drei weitere Singles wurden vorab veröffentlicht: Flower Rhythm am 11. April, Candy Crush am 25. April und Air am 10. Mai. Die zugehörigen Musikvideos wurden auf YouTube bereitgestellt. Am 31. Mai erschien das Album DALL zusammen mit der Lead-Single Virtual Angel und dem zugehörigen Musikvideo.
Am 21. Juni gewannen HeeJin, Kim Lip, JinSoul und Choerry ihren Prozess gegen Blockberry Creative, indem das Bezirksgericht Seoul die Nichtexistenz ihrer Exklusivverträge bestätigte.
Die Welttournee „Moonshot“ umfasste mehrere Abschnitte. Im Juli 2024 startete sie am 20. und 21. Juli mit Konzerten in der Samsung Hall der Ewha Womans University in Seoul und führte ARTMS am 27. Juli nach Yokohama.
August: 16. August in New York, 19. August in Atlanta, 21. August in Fort Lauderdale, 23. August in Orlando, 25. August in Houston, 27. August in Dallas, 29. August in Phoenix, 31. August in Los Angeles.
September: 3. September in San Francisco, 5. September in Tacoma, 8. September in Minneapolis, 10. September in Chicago, 14. September in Santiago, 17. September in São Paulo, 20. September in Bogotá, 22. September in Mexiko-Stadt.
Oktober: 11. Oktober in Helsinki, 13. Oktober in Warschau, 15. Oktober in Köln, 17. Oktober in Berlin, 20. Oktober in Paris, 23. Oktober in London, 26. Oktober in Barcelona.
November: 12. November in Brisbane, 14. November in Melbourne, 17. November in Sydney.

### 2025: Lunar Theory,BURNundClubIcarus
Am 11. Februar 2025 kündigte ARTMS ihre zweite Welttournee mit dem Titel „Lunar Theory“ an. Auch diese Tournee bestand aus mehreren Abschnitten. Im März 2025 startete sie am 22. und 23. März erneut mit Konzerten in der Samsung Hall der Ewha Womans University in Seoul, danach folgten Konzerte am 28. März in Chicago und am 31. März in Indianapolis.
April: 2. April in Detroit, 4. April in New York, 6. April in Richmond, 8. April in St. Petersburg, 10. April in Houston, 13. April in Los Angeles, 16. April in San Francisco, 18. April in Tacoma, 20. April in Vancouver.
Mai: 1. Mai in London, 3. Mai in Eindhoven, 5. Mai in Paris, 8. Mai in Mailand, 11. Mai in Kopenhagen, 14. Mai in Warschau.
Am 4. April erschien die Single BURN auf den globalen Musikplattformen und das zugehörige Musikvideo auf YouTube.
Modhaus veröffentlichte am 20. und 21. Mai ein Teaserbild zum ersten Mini-Album auf dem offiziellen Social-Media-Kanal von ARTMS. Am 30. Mai wurde die Tracklist des neuen Albums veröffentlicht. Das Teaser-Video Icarus wurde am 8. Juni auf YouTube hochgeladen. Das Mini-Album Club Icarus mit dem Titelsong Icarus erschien am 13. Juni. Das zugehörige Musikvideo Icarus wurde auf YouTube in zwei Versionen veröffentlicht: Club Version und Cinematic Version. Am gleichen Tag trat die Gruppe mit Icarus bei KBS in Music Bank auf.

## Mitglieder
| Name         | Geburtsname           | Geburtstag (Alter)    | Geburtsort | Position               |
| ------------ | --------------------- | --------------------- | ---------- | ---------------------- |
| HeeJin 희진  | Jeon Hee-jin 전희진   | 19. Oktober 2000 (24) | Daejeon    | Lead Vocal, Dance, Rap |
| HaSeul 하슬  | Cho Ha-seul 조하슬    | 18. August 1997 (27)  | Suncheon   | Vocal, Rap             |
| Kim Lip 김립 | Kim Jung-eun 김정은   | 10. Februar 1999 (26) | Cheongju   | Vocal, Dance           |
| JinSoul 진솔 | Jeong Jin-soul 정진솔 | 13. Juni 1997 (28)    | Seoul      | Vocal, Rap             |
| Choerry 최리 | Choi Ye-rim 최예림    | 4. Juni 2001 (24)     | Bucheon    | Vocal, Dance, Rap      |

## Fanclub
OURII (koreanisch 울이) ist der offizielle Name des Fanclubs von ARTMS. Der Name wurde von den Fans gewählt und ist eine Kombination aus Buchstaben der Mitglieder-Namen: JinSOul, HaSeUl, ChoeRry, HeeJIn, Kim LIp. Der Fanclub-Name bedeutet auf Koreanisch auch „wir“. Die offiziellen Fanclub-Farben sind  ARTMS-Blau und  ARTMS-Lila.

## Diskografie

### Studioalben
| Jahr | Titel Musiklabel          | Höchstplatzierung, Gesamtwochen, AuszeichnungChartsChartplatzierungen (Jahr, Titel, Musiklabel, Platzierungen, Wochen, Auszeichnungen, Anmerkungen) | Anmerkungen                        |
| Jahr | Titel Musiklabel          | KR | Anmerkungen                        |
| ---- | ------------------------- | --- | ---------------------------------- |
| 2024 | Dall Modhaus, The Orchard | KR8 (10 Wo.)KR | Erstveröffentlichung: 31. Mai 2024 |

### Single-Alben
- 2023: The Carol 3.0

### Singles
- 2023: The Carol 3.0
- 2024: Birth
- 2024: Flower Rhythm
- 2024: Candy Crush
- 2024: Air
- 2024: Virtual Angel

## Musikvideos
| Titel                   | Veröffentlichung |
| ----------------------- | ---------------- |
| Birth                   | 29. März 2024    |
| Flower Rhythm           | 11. April 2024   |
| Candy Crush             | 25. April 2024   |
| Air                     | 10. Mai 2024     |
| Virtual Angel           | 31. Mai 2024     |
| BURN                    | 4. April 2025    |
| Icarus (Club Ver.)      | 13. Juni 2025    |
| Icarus (Cinematic Ver.) | 13. Juni 2025    |

## Auszeichnungen

### Preisverleihungen
2025
- Hanteo Music Awards – Emerging Artist[38]